# Kimpale Mosengo
Kimpale Mosengo (* 10. Januar 1963) ist ein ehemaliger Radrennfahrer aus der Demokratischen Republik Kongo.

## Sportliche Laufbahn
Mosengo war im Straßenradsport aktiv. Er war Teilnehmer der Olympischen Sommerspiele 1988 in Seoul und startete für das damalige Zaire. Im olympischen Straßenrennen kam er auf den 104. Rang.
Im Mannschaftszeitfahren kam das Team aus dem Kongo mit Mobange Amisi, Ndjibu N’Golomingi, Pasi Mbenza und Kimpale Mosengo auf den 28. Rang.